# Maria Eisner
Pour les articles homonymes, voir Eisner.
Maria Eisner est une photographe, éditrice-photo et agent de photographes américaine, née le 8 février 1909 à Milan, et morte le 8 mars 1991 à Manhattan. 

## Biographie
Originaire de Milan, Maria Eisner a étudié en Allemagne. Elle commence à travailler pour la presse illustrée à l’âge de vingt ans mais fuit l’Allemagne nazie en 1933 vers la France. 
Installée à Paris, elle fonde l’agence photographique Alliance-Photo avec René Zuber en 1933 et officialisée le 7 décembre 1934. 
Alliance Photo cesse ses activités fin à l’automne 1939, Maria Eisner, juive, doit fuir Paris au moment de l’occupation. Considérée comme une alliée allemande, elle est internée en juin 1940, dans le camp de Gurs dans les Pyrénées. 
En passant par le Portugal, elle émigre aux États-Unis où elle passera la fin de la Seconde Guerre mondiale.
En 1947, Maria Eisner compte parmi les membres fondateurs de Magnum Photos et dirigera le bureau parisien de l’agence de 1948 à 1951. Elle épouse le docteur Hans Lehfeldt avec lequel et a un fils, Richard.
Maria Eisner meurt le 8 mars 1991 à Manhattan à l’âge de 82 ans